# أليخاندرا سيسنيروس
أليخاندرا سيسنيروس (بالإسبانية: Alejandra Cisneros) مواليد 18 أبريل 1995 في تامبيكو، هي لاعبة كرة مضرب مكسيكية. أعلى تصنيف لها في الفردي كان 824. أعلى تصنيف لها في الزوجي كان 891.

## النهائيات

### الزوجي: 1 (0–1)
| الحصيلة | الرقم | التاريخ        | الدورة            | الأرضية  | الشريك            | المنافس                   | النتيجة       |
| ------- | ----- | -------------- | ----------------- | -------- | ----------------- | ------------------------- | ------------- |
| الوصافة | 1.    | 28 أكتوبر 2012 | فيكتوريا، المكسيك | صلبة (o) | فيكتوريا رودريجيز | كاميلا فوينتيس بلير شانكل | 6–7 (4–7) 1–6 |

## روابط خارجية
- أليخاندرا سيسنيروس على موقع رابطة محترفات التنس (الإنجليزية)
- أليخاندرا سيسنيروس على موقع الاتحاد الدولي لكرة المضرب (الإنجليزية)
- أليخاندرا سيسنيروس على موقع إي إس بي إن.كوم (الإنجليزية)